# Wilhelm Salomon-Calvi

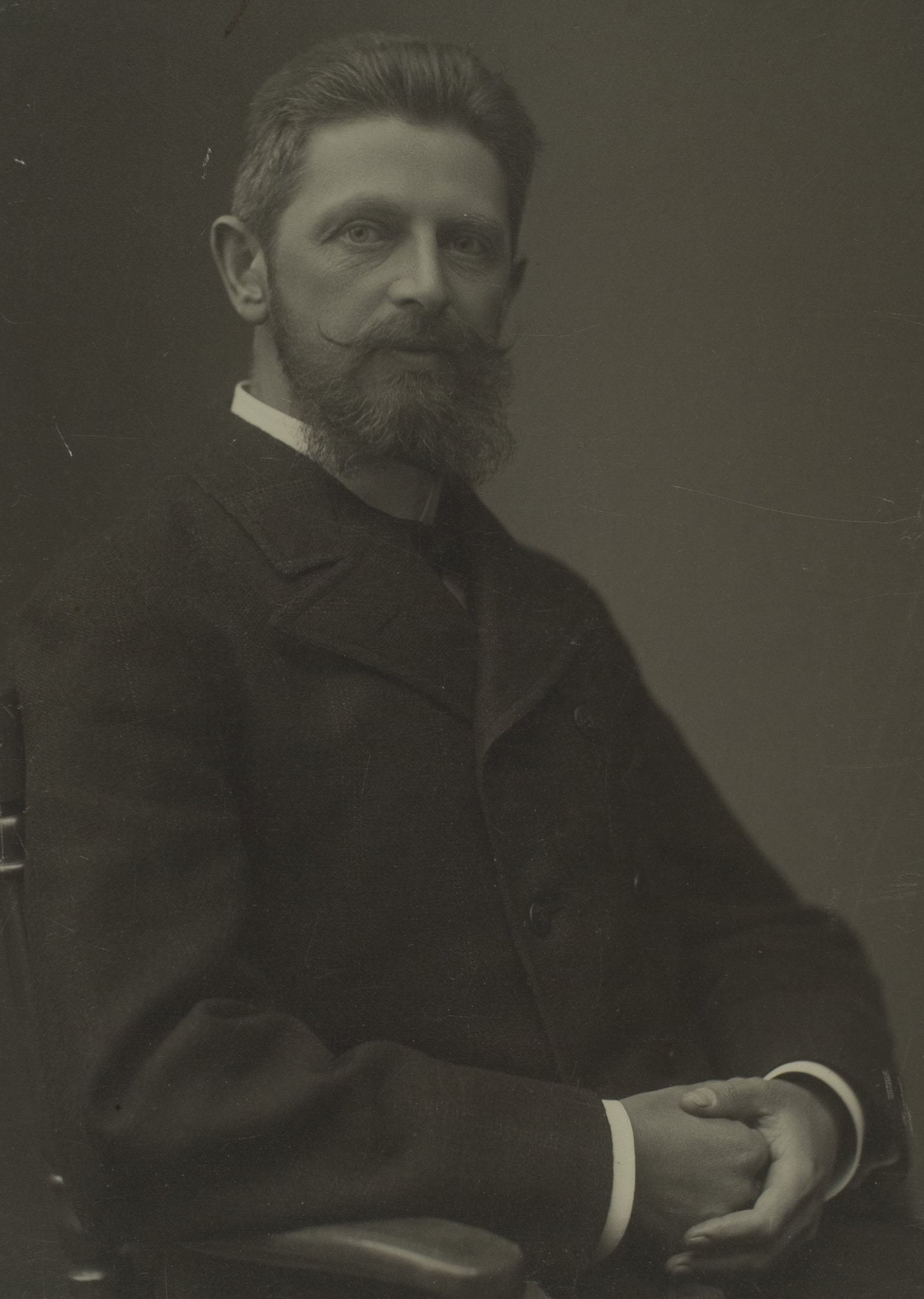
Wilhelm Salomon-Calvi

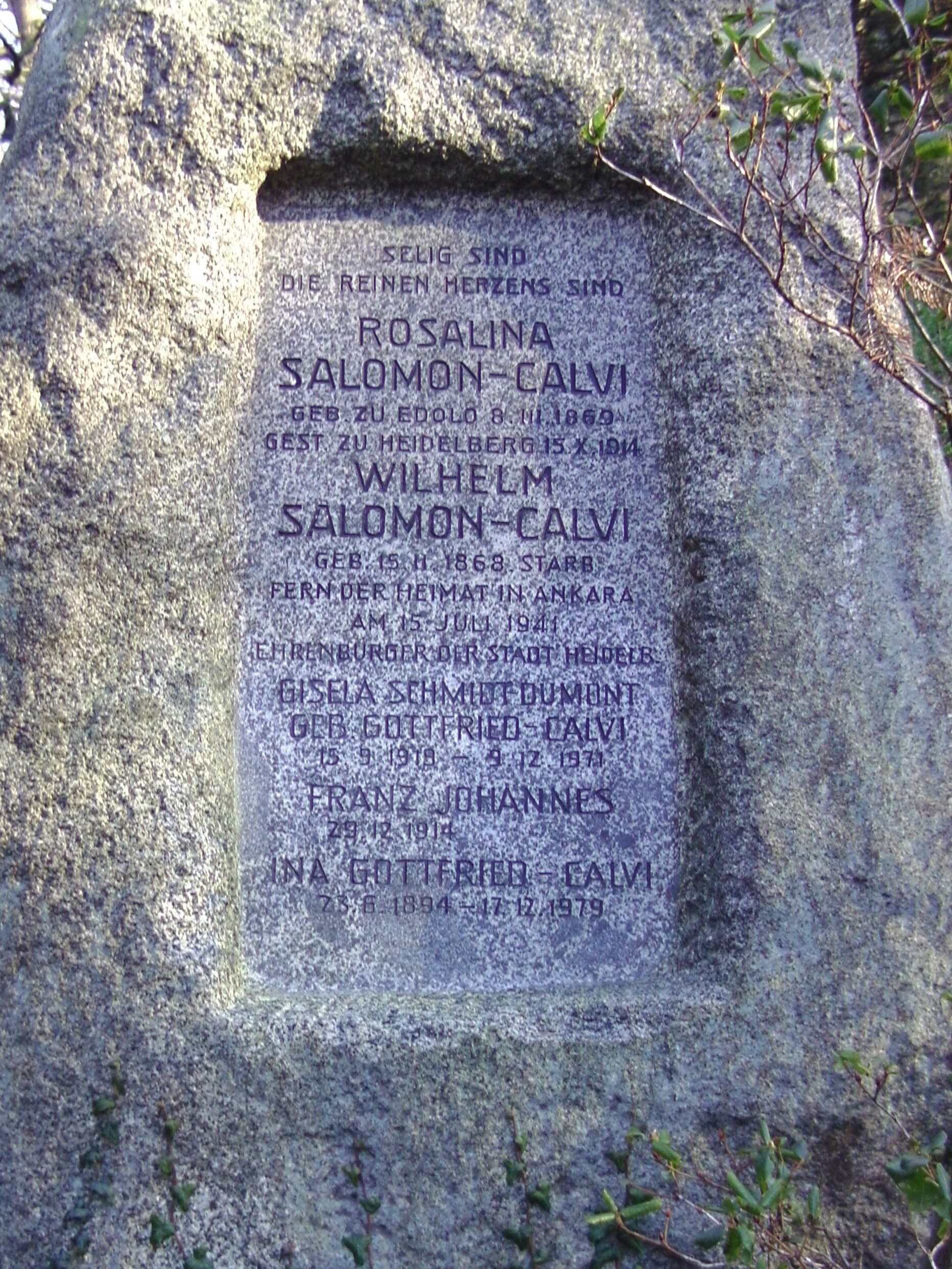
Wilhelm Salomon-Calvi hat für seine früh verstorbene Ehefrau Rosalina Salomon-Calvi eine Grabanlage auf dem Heidelberger Bergfriedhof gewählt. Das Familiengrab befindet sich in der Abt. Y. Wilhelm Salomon-Calvi selbst ruht in Ankara

Wilhelm Salomon-Calvi, geb. als Wilhelm Salomon, (geboren am 15. Februar 1868 in Berlin – gest. 15. Juli 1941 in Ankara) war ein deutscher Geologe (Erforschung des Oberrheingrabens), Hochschullehrer für Stratigraphie, Paläontologie und Entdecker der Heidelberger Radium-Sole-Thermalquelle, der an Radiumsalzen reichsten Quelle der Welt.

## Leben und Wirken

### Herkunft und Familie
Seine Eltern waren der Fabrikant Adolf Salomon und Hulda, geb. Potocky-Nelken (gest. 1892). Er war mit Rosalina Salomon geb. Calvi (1869–1914) verheiratet, die jung starb. Wilhelm Salomon konvertierte nach dem Tod seiner Mutter vom Judentum zum römisch-katholischen Glauben, dem Bekenntnis seiner Frau Rosalina. Nach der Eheschließung nahm er zusätzlich den Geburtsnamen seiner Frau an und nannte sich von nun an Wilhelm Salomon-Calvi.

### Studium, Privatdozentur an der Universität Pavia, Lehrstuhl an der Ruperto Carola Heidelberg
Salomon-Calvi studierte an den Universitäten Zürich, Leipzig und Berlin. 1890 wurde er an der Universität Leipzig bei Ferdinand Zirkel mit der Dissertation „Geologische und petrographische Studien am Monte Aviolo im italienischen Anteil der Adamellogruppe“ zum Dr. rer. nat. promoviert.
1893 wurde er Privatdozent an der Universität Pavia und 1897 an der Universität Heidelberg, in diesem Jahr wurde Salomon-Calvi auch an der Ruprecht-Karls-Universität bei Harry Rosenbusch mit einer Schrift über „Alter, Lagerungsform und Entstehungsart der periadriatischen granitisch-körnigen Massen“ habilitiert.
1901 wurde er in Heidelberg zum außerordentlichen Professor für Stratigraphie und Paläontologie berufen. 1908 übernahm er die Leitung des neu gegründeten Geologisch-Paläontologischen Institutes der Universität, das er ab 1913 als ordentlicher Professor führte.

### Erforschung der geophysikalischen Besonderheiten des Oberrheingrabens
Wilhelm Salomon-Calvi erforschte insbesondere die Tektonik des Oberrheingrabens. Er hatte aus dem Vorhandensein einer Stromschnelle im Neckar, dem so genannten Hackteufel, zwischen Alter Brücke  und dem Stauwehr auf Höhe des Karlstors gelegen, und den sehr unterschiedlichen, teils sehr hohen Wärmegraden des Quellwassers verschiedener Heidelberger Brunnen auf eine bedeutende Thermalquelle im Umfeld geschlossen. Unter seiner Leitung gelang nach mehreren erfolglosen Bohrungen beiderseits des Neckarlaufes am 14. August 1918 in einer Tiefe von 998 Metern die erfolgreiche Erbohrung der Radium-Sole-Thermalquelle im Stadtteil Bergheim, eine 27 Grad „warme und ausreichend kräftige Quelle“.

### Bürgertraum von Bad Heidelberg
Weite Kreise der Bevölkerung träumten von einer Kurstadt Bad Heidelberg. Der Architekt Franz Sales Kuhn entwarf das Badehaus, das Gebäude für das Radium-Solbad, das in der Vangerowstraße erbaut wurde, später eine Behörde beherbergte und 2000–2002 zu einem Bürogebäude umgebaut wurde. Das nebenan erbaute Freibad trägt heute noch nach der verschütteten Liselotte-Quelle den Namen Thermalbad.
1957 versiegte die Heilquelle spontan durch Fremdwassereinbruch. Erneute Bohrungen wurden von der Stadt Heidelberg nicht mehr unternommen.

### Entzug der Lehrbefugnis
Im Zuge der antisemitischen „Säuberung“ der Hochschulen vom „jüdischen Geist“ nach der NS-Machtergreifung wurde Wilhelm Salomon-Calvi von der Hochschulleitung nahegelegt, auf seinen Lehrstuhl für Stratigraphie und Paläontologie an der Ruperto Carola zu verzichten. Nach 37 Jahre dauernder Lehre und Forschung als Ordinarius an der Heidelberger Universität legte Salomon-Calvi im Jahr 1933 seine Ämter nieder. Die Nationalsozialisten setzten als seinen Nachfolger Julius Ludwig Wilser (1888–1949) als Ordinarius ein.
Die Stadt Heidelberg entzog dem Hochschullehrer und Entdecker der Heidelberger Radium-Sole-Thermalquelle im Jahr 1933 seine Ehrenbürgerwürde. Salomon-Calvi verlor alle damit verbundenen Rechte und Privilegien.

### Emigration
Salomon-Calvi entschied sich 1934, nun im fortgeschrittenen Alter von 67 Jahren, nach Ankara in die Türkei zu emigrieren. Im Exil schuf er für die junge, unter Kemal Atatürk gegründete, Hauptstadt Ankara eine moderne zentrale Wasserversorgung.

### Letzte Ruhestätte, Gedenken
Als Wilhelm Salomon-Calvi im Alter von 73 Jahren in Ankara starb, ordnete die türkische Regierung auf Grund seiner großen Verdienste und seiner Leistung für Staat, Stadt und Bevölkerung ein Staatsbegräbnis an. Wilhelm Salomon-Calvis Leichnam ruht auf dem Städtischen Friedhof Cebeci in Ankara.
Auf dem Heidelberger Bergfriedhof befindet sich in der Abt. Y die Grabstätte Salomon-Calvi. Wilhelm Salomon-Calvi wählte als Grabmal für seine früh, 1918 in ihrem 45. Lebensjahr, verstorbene Frau Rosalina Salomon, geb. Calvi, einen großen Menhir aus grauem Granit. In schlichten Lettern sind ihre Lebensdaten und die Lebensdaten weiterer Familienmitglieder, die in dieser Grabstätte ruhen, eingeschlagen. Im Gedenken an Wilhelm Salomon-Calvi wurden von der Familie seine Lebensdaten darauf mit dem Vermerk, dass er fern der Heimat in Ankara zur Ruhe gebettet wurde, verzeichnet.

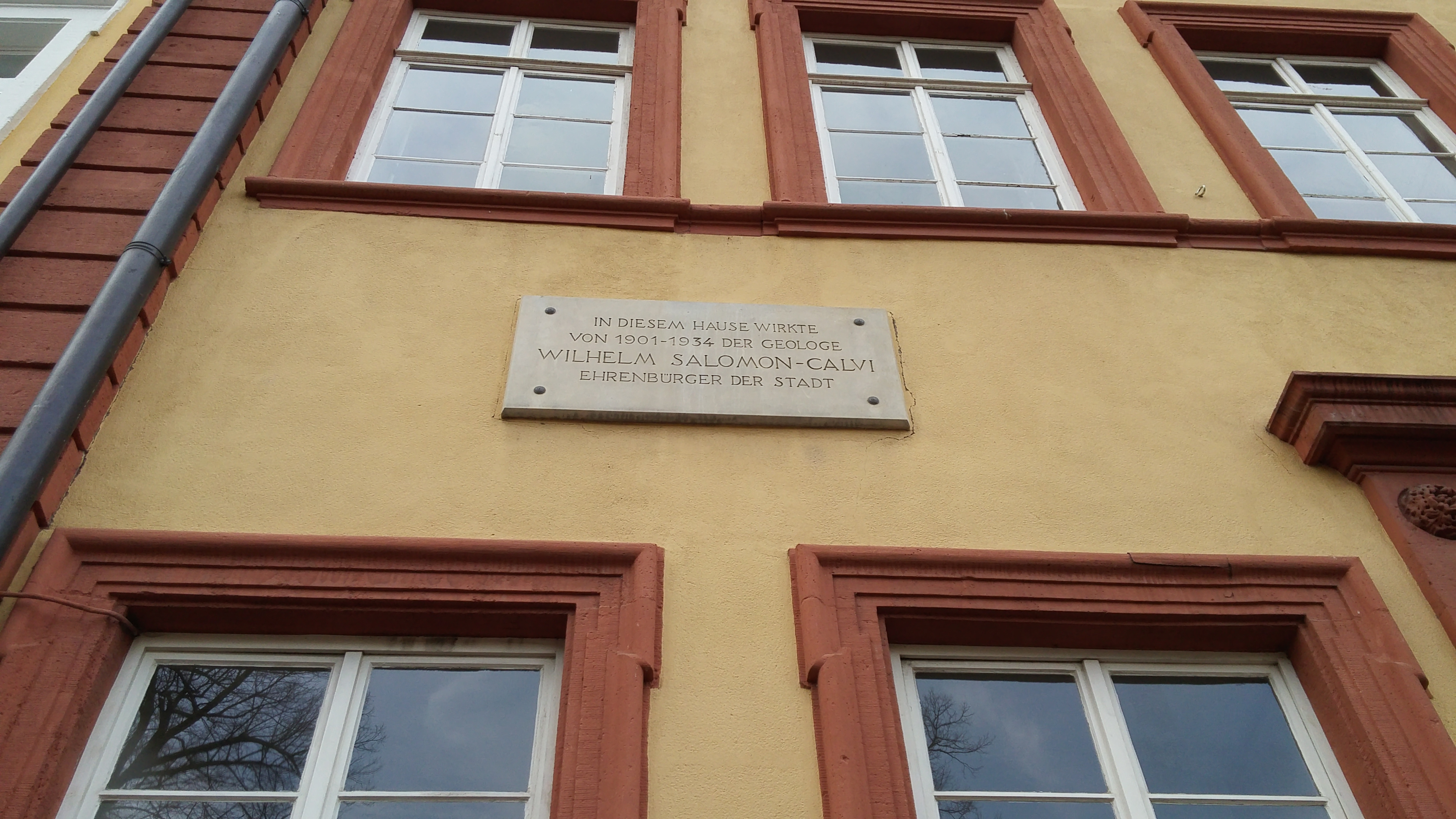
Wirkungsstätte von Wilhelm Salomon-Calvi in der Hauptstraße 52 in Heidelberg

Am ehemaligen Geologischen Institut der Ruperto Carola in der Heidelberger Hauptstraße Nr. 52, dem Haus zum Riesen, wurde zur Erinnerung an Salomon-Calvi eine Gedenktafel angebracht.

## Ehrungen
- 1912: Verleihung des Titels Geheimer Hofrat
- 1916: Mitglied der Heidelberger Akademie der Wissenschaften[5]
- 1919: Wahl zum korrespondierenden Mitglied der Bayerischen Akademie der Wissenschaften.[6]
- 7. April 1926: Ehrenmitglied im Oberrheinischen Geologischen Verein[7]
- 1. Mai 1926: Ehrenbürgerwürde der Stadt Heidelberg für die Erschließung  der Radium-Sole-Therme im Heidelberger Stadtteil Bergheim.
- 1932: Benennung einer triassischen Muschel nach Salomon-Calvi durch Anton Gruber: Prospondylus salomoni Gruber, 1932[8]

## Schriften
- Geologische und palaeontologische Studien über die Marmolata. Palaeontographica, 42: 1. bis 3. Lfg., S. 1–210, Taf. I–VIII, Schweizerbart´sche Verlagsbuchhandlung, Stuttgart 1895
- Ueber Pseudomonotis und Pleuronectites. Zeitschrift der Deutschen geologischen Gesellschaft, 52, S. 348–359, Tafel XIV, Berlin 1900
- Radium-reiche Erdoelsolen und das Problem der Herkunft ihres Radiums, Sitzungsberichte der Heidelberger Akademie der Wissenschaften / Mathematisch-naturwissenschaftliche Klasse 1931 (2), de Gruyter, Berlin u. a. 1931